# Срђан Хрстић
Срђан Хрстић (Сомбор, 18. јул 2003) српски је фудбалер који тренутно наступа за Хекен.

## Каријера
Хрстић је фудбалом почео да се бави у Кордуну из Кљајићева, одакле је прешао у млађе категорије суботичког Спартака. Као представник футсал екипе, Хрстић је изборио пласман на Светско првенство за средње школе, које је у априлу 2019. одржано у Београду. Састав је, поред њега, чинило још неколико саиграча из кадетске екипе Спартака. Нешто раније, Хрстић је у октобру 2018. потписао стипендијски уговор са клубом, те га је, заједно са још неколико фудбалера из млађих узраста, јавности представио Ивица Францишковић, координатор омладинске школе. Годину дана касније, на клупској свечаности одржаној крајем 2019, Хрстићу је уручено признање за најбољег играча кадетске екипе.
На почетку припрема за пролећни део такмичарске 2019/20. у Суперлиги Србије, Хрстић се одазвао прозивци првог тима код тренера Владимира Гаћиновића. Средином марта 2020. године уведено је ванредно стање, због чега је шампионат прекинут. На седници Фудбалског савеза Србије, одржаној 6. маја 2020. године, укинуто је доигравање у Суперлиги Србије, уз проширење првенства на 20 клубова за наредну сезону. Истовремено је озваничен и крај лига млађих узраста закључно са даном прекида. У правилник за наредну сезону уведено је и обавезно коришћење бонус играча, док је Хрстић на затварању шампионата, против крушевачког Напретка уврштен у протокол утакмице. Као најмлађи међу фудбалерима на клупи за резерве, на којој су седели играчи из омладинског састава и голман Мишо Дубљанић, Хрстић је на терен ступио после пола часа игре, уместо десног бека Давида Дунђерског, који је изашао због повреде.
Сениорски погон Спартака је првог дана јула 2020. почео припреме за нову сезону. Наредног дана, састав сачињен од младих играча одиграо је прву контролну утакмицу на Градском стадиону у Сомбору, где је поражен минималним резултатом од Радничког 1912. Хрстић је тада у игру ушао са клупе. Два дана касније са екипом је отпутовао на Златибор. Прва припремна утакмица на тој планини одиграна је против истоименог клуба из Чајетине, када је Хрстић такође наступио као резервиста. За свој тим је постигао два поготка и тиме допринео победи резултатом 3 : 2. Наступио је и против Инђије, три дана касније. Током такмичарске 2020/21. Хрстић је четири пута улазио у игру на утакмицама првог тима Спартака.
Лета 2021. године, након припремног периода, Хрстић је потписао вишегодишњи професионални уговор. Након сусрета са Радничким у Крагујевцу, када је у игру ушао уместо Николе Срећковића, Хрстић је по први уврштен у стартну поставу Спартака против Црвене звезде у 3. колу Суперлиге Србије. На терену је провео 70 минута, после чега је замењен заједно са Миланом Марчићем. У игру су ушли Алекса Ђурасовић и Никола Фуртула. Хрстић је био двоструки стрелац у победи од 3 : 2 над крушевачким Напретком, што су били његови први голови у сениорској конкуренцији. У извештају Спортског журнала оцењен је као најбољи појединац сусрета. Такође, редакција Суперлиге Србије изабрала га је за играча кола. Одмах затим, на наредној утакмици, Хрстић је погодио у победи Спартака над Радником у Сурдулици.
Пролећни део сезоне као и уводних неколико кола наредне није био у саставу екипе због повреде. Постигао је укупно седам погодака у оба домаћа такмичења, од чега по један на сваком од последња четири сусрета у Суперлиги Србије за 2022/23. Био је стрелац и на отварању такмичарске 2023/24. за победу над ИМТ-ом. Недуго затим, прешао је у Хекен. Према писању медија, вредност обештећења које припало Спартаку процењена је на милион и шестсто хиљада евра. Дебитовао је на првој утакмици трећег кола квалификација за Лигу Европе и постигао два гола уз асистенцију за победу над Жалгирисом.

## Репрезентација
Почетком 2018, Хрстић је био полазник школе фудбала Фудбалског савеза Србије која је организована за играче 2003. годишта. Крајем маја исте године, селектор репрезентације Србије у том узрасту, Иван Ђукановић, уврстио је Хрстића на списак играча за две пријатељске утакмице са одговарајућом екипом Мађарске, наредног месеца. На оба сусрета, одиграна 6. и 7. јуна, Хрстић је улазио у игру са клупе. Вршилац дужност селектора млађе кадетске репрезентације, Дејан Бранковић, повео је Хрстића на турнир Звездани пут у Русији у августу исте године. Дебитовао је на отварању турнира, против селекције Израела, док против Бугарске и домаће екипе није наступао. Са две победе и једним нерешеним резултатом, Србија је проглашена за победника тог такмичења. Иако је изостављен са списка од 20 фудбалера који је Бранковић објавио пред двомеч са одговарајућом селекцијом Русије, Хрстић се накнадно прикључио кадетској екипи Србије у децембру 2019. На обе утакмице је у игру улазио са клупе за резервне играче. У фебруару и марту 2020. добијао је позиве за припремне утакмице против Норвешке и Хрватске. За омладинску репрезентацију Србије Хрстић је дебитовао против Азербејџана на Меморијалном турниру „Стеван Вилотић Ћеле” 2021. године. У наредном колу истог турнира, Хрстић је био стрелац против вршњака из Црне Горе. Победом над Мађарском, два дана касније, Србија је освојила турнир. На почетку квалификације за Европско првенство, у новембру исте године, наступио је у победи над Северном Македонијом у Елбасану. Хрстић је у марту 2023. добио позив у младу репрезентацију Србије, за коју је истог месеца дебитовао на пријатељском сусрету с Италијом.

## Статистика

### Клупска
Ажурирано 29. новембра 2023.
|                  |          |                   |    |    |   |   |   |   |   |   |    |    |  |  |
| Спартак Суботица | 2019/20. | Суперлига Србије  | 1  | 0  | — | — | — | — | — | — | 1  | 0  |  |  |
| Спартак Суботица | 2020/21. | Суперлига Србије  | 4  | 0  | 0 | 0 | — | — | — | — | 4  | 0  |  |  |
| Спартак Суботица | 2021/22. | Суперлига Србије  | 17 | 3  | 1 | 0 | — | — | — | — | 18 | 3  |  |  |
| Спартак Суботица | 2022/23. | Суперлига Србије  | 27 | 6  | 1 | 1 | — | — | — | — | 28 | 7  |  |  |
| Спартак Суботица | 2023/24. | Суперлига Србије  | 1  | 1  | — | — | — | — | — | — | 1  | 1  |  |  |
| Спартак Суботица | Укупно   | Укупно            | 50 | 10 | 2 | 1 | — | — | — | — | 52 | 11 |  |  |
|                  |          |                   |    |    |   |   |   |   |   |   |    |    |  |  |
| Хекен            | 2023.    | Прва лига Шведске | 10 | 2  | 1 | 0 | 7 | 4 | — | — | 18 | 6  |  |  |
|                  |          |                   |    |    |   |   |   |   |   |   |    |    |  |  |
| Каријера         | Каријера | Каријера          | 60 | 12 | 3 | 1 | 7 | 4 | — | — | 70 | 17 |  |  |
|                  |          |                   |    |    |   |   |   |   |   |   |    |    |  |  |

### Утакмице у дресу репрезентације
| Репрезентација Србије у узрасту до 15 година старости | Репрезентација Србије у узрасту до 15 година старости | Репрезентација Србије у узрасту до 15 година старости | Репрезентација Србије у узрасту до 15 година старости | Репрезентација Србије у узрасту до 15 година старости | Репрезентација Србије у узрасту до 15 година старости | Репрезентација Србије у узрасту до 15 година старости | Репрезентација Србије у узрасту до 15 година старости | Репрезентација Србије у узрасту до 15 година старости | Репрезентација Србије у узрасту до 15 година старости |
| #                                                     | Датум                                                 | Такмичење                                             | Локација                                              | Домаћин                                               | Резултат                                              | Гост                                                  | Реф.                                                  |                                                       |                                                       |
| ----------------------------------------------------- | ----------------------------------------------------- | ----------------------------------------------------- | ----------------------------------------------------- | ----------------------------------------------------- | ----------------------------------------------------- | ----------------------------------------------------- | ----------------------------------------------------- | ----------------------------------------------------- | ----------------------------------------------------- |
| 1.                                                    | 6. јун 2018.                                          | Пријатељска утакмица                                  | Стадион у Морахалому, Мађарска                        | Мађарска                                              | 2 : 3                                                 | Србија                                                | [ 49 ]                                                |                                                       |                                                       |
| 2.                                                    | 7. јун 2018.                                          | Пријатељска утакмица                                  | Стадион крај Сомборске капије, Суботица               | Србија                                                | 1 : 0                                                 | Мађарска                                              | [ 50 ]                                                |                                                       |                                                       |
| 2                                                     | Укупан број утакмица и постигнутих погодака           | Укупан број утакмица и постигнутих погодака           | Укупан број утакмица и постигнутих погодака           | Укупан број утакмица и постигнутих погодака           | Укупан број утакмица и постигнутих погодака           | Укупан број утакмица и постигнутих погодака           | Укупан број утакмица и постигнутих погодака           |                                                       |                                                       |

| Репрезентација Србије у узрасту до 16 година старости | Репрезентација Србије у узрасту до 16 година старости | Репрезентација Србије у узрасту до 16 година старости | Репрезентација Србије у узрасту до 16 година старости | Репрезентација Србије у узрасту до 16 година старости | Репрезентација Србије у узрасту до 16 година старости | Репрезентација Србије у узрасту до 16 година старости | Репрезентација Србије у узрасту до 16 година старости | Репрезентација Србије у узрасту до 16 година старости | Репрезентација Србије у узрасту до 16 година старости |
| #                                                     | Датум                                                 | Такмичење                                             | Локација                                              | Домаћин                                               | Резултат                                              | Гост                                                  | Реф.                                                  |                                                       |                                                       |
| ----------------------------------------------------- | ----------------------------------------------------- | ----------------------------------------------------- | ----------------------------------------------------- | ----------------------------------------------------- | ----------------------------------------------------- | ----------------------------------------------------- | ----------------------------------------------------- | ----------------------------------------------------- | ----------------------------------------------------- |
| 1.                                                    | 22. август 2018.                                      | Турнир Звездани пут                                   | Арена Чертаново, Русија                               | Србија                                                | 6 : 2                                                 | Израел                                                | [ 52 ]                                                |                                                       |                                                       |
| 1                                                     | Укупан број утакмица и постигнутих погодака           | Укупан број утакмица и постигнутих погодака           | Укупан број утакмица и постигнутих погодака           | Укупан број утакмица и постигнутих погодака           | Укупан број утакмица и постигнутих погодака           | Укупан број утакмица и постигнутих погодака           | Укупан број утакмица и постигнутих погодака           |                                                       |                                                       |

| Репрезентација Србије у узрасту до 17 година старости | Репрезентација Србије у узрасту до 17 година старости | Репрезентација Србије у узрасту до 17 година старости | Репрезентација Србије у узрасту до 17 година старости | Репрезентација Србије у узрасту до 17 година старости | Репрезентација Србије у узрасту до 17 година старости | Репрезентација Србије у узрасту до 17 година старости | Репрезентација Србије у узрасту до 17 година старости | Репрезентација Србије у узрасту до 17 година старости | Репрезентација Србије у узрасту до 17 година старости |
| #                                                     | Датум                                                 | Такмичење                                             | Локација                                              | Домаћин                                               | Резултат                                              | Гост                                                  | Реф.                                                  |                                                       |                                                       |
| ----------------------------------------------------- | ----------------------------------------------------- | ----------------------------------------------------- | ----------------------------------------------------- | ----------------------------------------------------- | ----------------------------------------------------- | ----------------------------------------------------- | ----------------------------------------------------- | ----------------------------------------------------- | ----------------------------------------------------- |
| 1.                                                    | 10. децембар 2019.                                    | Пријатељска утакмица                                  | Кућа фудбала, Стара Пазова                            | Србија                                                | 2 : 0                                                 | Русија                                                | [ 56 ]                                                |                                                       |                                                       |
| 2.                                                    | 12. децембар 2019.                                    | Пријатељска утакмица                                  | Кућа фудбала, Стара Пазова                            | Србија                                                | 3 : 3                                                 | Русија                                                | [ 57 ]                                                |                                                       |                                                       |
| 3.                                                    | 11. март 2020.                                        | Пријатељска утакмица                                  | Стадион Тржни центар, Вождовац                        | Србија                                                | 2 : 2                                                 | Хрватска                                              | [ 59 ]                                                |                                                       |                                                       |
| 3                                                     | Укупан број утакмица и постигнутих погодака           | Укупан број утакмица и постигнутих погодака           | Укупан број утакмица и постигнутих погодака           | Укупан број утакмица и постигнутих погодака           | Укупан број утакмица и постигнутих погодака           | Укупан број утакмица и постигнутих погодака           | Укупан број утакмица и постигнутих погодака           |                                                       |                                                       |

| Репрезентација Србије у узрасту до 19 година старости | Репрезентација Србије у узрасту до 19 година старости | Репрезентација Србије у узрасту до 19 година старости | Репрезентација Србије у узрасту до 19 година старости | Репрезентација Србије у узрасту до 19 година старости | Репрезентација Србије у узрасту до 19 година старости | Репрезентација Србије у узрасту до 19 година старости | Репрезентација Србије у узрасту до 19 година старости | Репрезентација Србије у узрасту до 19 година старости | Репрезентација Србије у узрасту до 19 година старости |
| #                                                     | Датум                                                 | Такмичење                                             | Локација                                              | Домаћин                                               | Резултат                                              | Гост                                                  | Гол                                                   | Реф.                                                  |                                                       |
| ----------------------------------------------------- | ----------------------------------------------------- | ----------------------------------------------------- | ----------------------------------------------------- | ----------------------------------------------------- | ----------------------------------------------------- | ----------------------------------------------------- | ----------------------------------------------------- | ----------------------------------------------------- | ----------------------------------------------------- |
| 1.                                                    | 3. септембар 2021.                                    | Меморијални турнир „Стеван Вилотић Ћеле”              | Градски стадион, Суботица                             | Србија                                                | 2 : 1                                                 | Азербејџан                                            |                                                       | [ 61 ]                                                |                                                       |
| 2.                                                    | 5. септембар 2021.                                    | Меморијални турнир „Стеван Вилотић Ћеле”              | Стадион Милан Средановић, Кула                        | Србија                                                | 5 : 0                                                 | Црна Гора                                             | Гол                                                   | [ 73 ]                                                |                                                       |
| 3.                                                    | 7. септембар 2021.                                    | Меморијални турнир „Стеван Вилотић Ћеле”              | Градски стадион, Суботица                             | Србија                                                | 1 : 0                                                 | Мађарска                                              |                                                       | [ 63 ]                                                |                                                       |
| 4.                                                    | 8. октобар 2021.                                      | Пријатељска утакмица                                  | Кућа фудбала, Стара Пазова                            | Србија                                                | 0 : 3                                                 | Босна и Херцеговина                                   |                                                       | [ 74 ]                                                |                                                       |
| 5.                                                    | 10. октобар 2021.                                     | Пријатељска утакмица                                  | ТСЦ академија, Бачка Топола                           | Србија                                                | 4 : 0                                                 | Босна и Херцеговина                                   |                                                       | [ 75 ]                                                |                                                       |
| 6.                                                    | 10. новембар 2021.                                    | Квалификације за Европско првенство                   | Елбасан Арена, Елбасан                                | Северна Македонија                                    | 1 : 2                                                 | Србија                                                |                                                       | [ 64 ]                                                |                                                       |
| 7.                                                    | 16. новембар 2021.                                    | Квалификације за Европско првенство                   | Егнатиа, Рогозине                                     | Србија                                                | 1 : 2                                                 | Француска                                             |                                                       | [ 76 ]                                                |                                                       |
| 7                                                     | Укупан број утакмица и постигнутих погодака           | Укупан број утакмица и постигнутих погодака           | Укупан број утакмица и постигнутих погодака           | Укупан број утакмица и постигнутих погодака           | Укупан број утакмица и постигнутих погодака           | Укупан број утакмица и постигнутих погодака           | Укупан број утакмица и постигнутих погодака           | 1                                                     |                                                       |

| Репрезентација Србије у узрасту до 21 године старости | Репрезентација Србије у узрасту до 21 године старости                    | Репрезентација Србије у узрасту до 21 године старости                    | Репрезентација Србије у узрасту до 21 године старости                    | Репрезентација Србије у узрасту до 21 године старости                    | Репрезентација Србије у узрасту до 21 године старости                    | Репрезентација Србије у узрасту до 21 године старости                    | Репрезентација Србије у узрасту до 21 године старости | Репрезентација Србије у узрасту до 21 године старости | Репрезентација Србије у узрасту до 21 године старости |
| #                                                     | Датум                                                                    | Такмичење                                                                | Локација                                                                 | Домаћин                                                                  | Резултат                                                                 | Гост                                                                     | Мин.                                                  | Гол                                                   | Реф.                                                  |
| ----------------------------------------------------- | ------------------------------------------------------------------------ | ------------------------------------------------------------------------ | ------------------------------------------------------------------------ | ------------------------------------------------------------------------ | ------------------------------------------------------------------------ | ------------------------------------------------------------------------ | ----------------------------------------------------- | ----------------------------------------------------- | ----------------------------------------------------- |
| 1.                                                    | 24. март 2023.                                                           | Пријатељска утакмица                                                     | ТСЦ академија, Бачка Топола                                              | Србија                                                                   | 0 : 2                                                                    | Италија                                                                  |                                                       | [ 66 ]                                                |                                                       |
| 1                                                     | Укупан број утакмица, постигнутих погодака и минута проведених на терену | Укупан број утакмица, постигнутих погодака и минута проведених на терену | Укупан број утакмица, постигнутих погодака и минута проведених на терену | Укупан број утакмица, постигнутих погодака и минута проведених на терену | Укупан број утакмица, постигнутих погодака и минута проведених на терену | Укупан број утакмица, постигнутих погодака и минута проведених на терену |                                                       |                                                       |                                                       |